# Waltraut Seitter
Waltraut Carola Seitter (* 13. Januar 1930 in Zwickau; † 15. November 2007 in Schalkenmehren) war eine deutsche Astronomin und erste Lehrstuhlinhaberin für Astronomie in Deutschland.

## Leben
Waltraut Seitter wurde in Zwickau geboren, wo ihr Vater Ingenieur bei den Horch-Werken war. Zur Schule ging sie in Köln, wo sie – neben Tätigkeiten als Straßenbahnschaffnerin, Flüchtlingshelferin und technische Zeichnerin – 1949 das Abitur ablegte und anschließend das Studium der Physik, Mathematik, Chemie und Astronomie aufnahm. Ein Fulbright-Stipendium führte sie zum Smith College, Northampton (Massachusetts) (USA), wo sie 1955 nach dem Erwerb des Master of Arts in Physik Instructor für Astronomie wurde. Von 1958 bis 1962 arbeitete sie am Observatorium Hoher List der Universitätssternwarte Bonn. Nach ihrer 1962 erfolgten Promotion war sie zwei weitere Jahre wissenschaftliche Angestellte und Assistentin in Bonn, bevor sie 1965 zum Observator und 1969 zum Hauptobservator und außerplanmäßigem Professor an der Universität Bonn ernannt wurde. 1967 war sie Gastprofessor an der Vanderbilt University in Nashville (Tennessee), anschließend als Full Professor am Smith College tätig (ab 1973 Eliza Appleton Haven Professor für Astronomie). 1975 erhielt sie einen Ruf als Professorin und Direktorin des Astronomischen Instituts der Universität Münster, das sie bis zu ihrer Emeritierung 1995 leitete. Sie war die erste Frau, die in Deutschland einen Lehrstuhl für Astronomie innehatte.
In Bonn arbeitete sie über Probleme der Stellarstatistik und der Spektralklassifikation von Sternen (Bonner Spektralatlas) sowie über eruptive Sterne. In Münster stand neben der Lehre der Umzug in ein neues Gebäude mit Verbesserung der Infrastruktur im Vordergrund. Jedoch führten Konzentrationsmaßnahmen der damaligen Ministerin für Wissenschaft und Forschung des Landes Nordrhein-Westfalen zur Einschränkung der Mittel und endlich zur Schließung des Instituts im Jahre 1997.
Waltraut Seitter bearbeitete mit einem Team von Diplomanden und Doktoranden besonders das von der Deutschen Forschungsgemeinschaft unterstützte Muenster Redshift Project zur großräumigen Galaxienverteilung und eine Galaxiendurchmusterung des Südhimmels. Erste Hinweise für das Wirken der kosmologischen Konstante wurden in einer Anfang 1997 eingereichten Arbeit gegeben, ehe die Entdeckung im folgenden Jahr von US-amerikanischen Wissenschaftlern angekündigt wurde.
1980 organisierte sie eine Tagung der Astronomischen Gesellschaft in Münster, 1993 eine internationale Tagung im Rahmen des NATO Advanced Study Institute. Von 1990 bis 1996 gehörte sie dem Herausgeberteam der Zeitschrift Die Sterne an. Nach ihrer Emeritierung fand sie Gelegenheit, einige ihrer Arbeiten in USA und Chile weiterzuführen.
Nach ihr wurde der Asteroid (4893) Seitter benannt.
Seit 1975 war sie mit dem Astronomen Hilmar W. Duerbeck verheiratet.
2021 gab es den Vorschlag, die Apffelstaedtstraße in Münster künftig nach Waltraut Seitter zu benennen. Der Hauptausschuss des Stadtrates entschied sich allerdings für die jüdische Zahnärztin Henriette Sophie Son als neue Namensgeberin.

## Veröffentlichungen
- Zweifarbendiagramme und Fragen der Stellarstatistik, 1962
- Das Spektrum der Nova Herculis 1963: Nach Objektivprismen-Aufnahmen am Observatorium Hoher List, 1963
- Bonner Spektral-Atlas I, II, 1970, 1975
- Large-scale structures in the universe: observational and analytical methods, 1988
- Cosmological aspects of X-ray clusters of galaxies, 1994